# Takuja Jamada
Takuja Jamada (* 24. srpna 1974) je japonský fotbalista.

## Reprezentace
Takuja Jamada odehrál 4 reprezentační utkání. S japonskou reprezentací se zúčastnil Mistrovství Asie ve fotbale 2004.

## Statistiky
| Japonsko | Japonsko | Japonsko |
| Roky     | Záp.     | Góly     |
| -------- | -------- | -------- |
| 2003     | 1        | 0        |
| 2004     | 3        | 0        |
| Celkem   | 4        | 0        |